# Comuna Trăn, Pernik
Trăn (în bulgară Трън) este o comună în regiunea Pernik, Bulgaria, formată din orașul Trăn și 51 de sate. 

## Localități componente

### Orașe
- Trăn

### Sate
| - Bankea - Berainți - Bogoina - Bohova - Businți - Butroinți - Djinciovți - Dokovți - Dolna Melna - Dălga Luka - Elovița - Erul - Ezdimirți - Filipovți - Glavanovți - Glogovița - Gorna Melna | - Gorocevți - Iarlovți - Kojinți - Kosturinți - Kășle - Lealinți - Leva Reka - Leșnikovți - Lomnița - Milkovți - Miloslavți - Mraketinți - Mramor - Nasalevți - Nedelkovo - Paramun - Penkovți | - Prodancea - Radovo - Rani Lug - Reianovți - Slișovți - Staiciovți - Strezimirovți - Studen Izvor - Turokovți - Velinovo - Vidrar - Vrabcea - Vukan - Zabel - Zelenigrad - Șipkovița - Țegrilovți |

## Demografie
Componența etnică a comunei Trăn
     Romi (15,82%)
     Bulgari (71,8%)
     Nicio identificare (12,27%)
     Altele (0,43%)
La recensământul din 2011, populația comunei Trăn era de 4.146 locuitori. Din punct de vedere etnic, majoritatea locuitorilor (71,8%) erau bulgari, cu o minoritate de romi (15,82%). Pentru 12,27% din locuitori nu este cunoscută apartenența etnică.